# 日本陸軍鉄道連隊九七式軽貨車

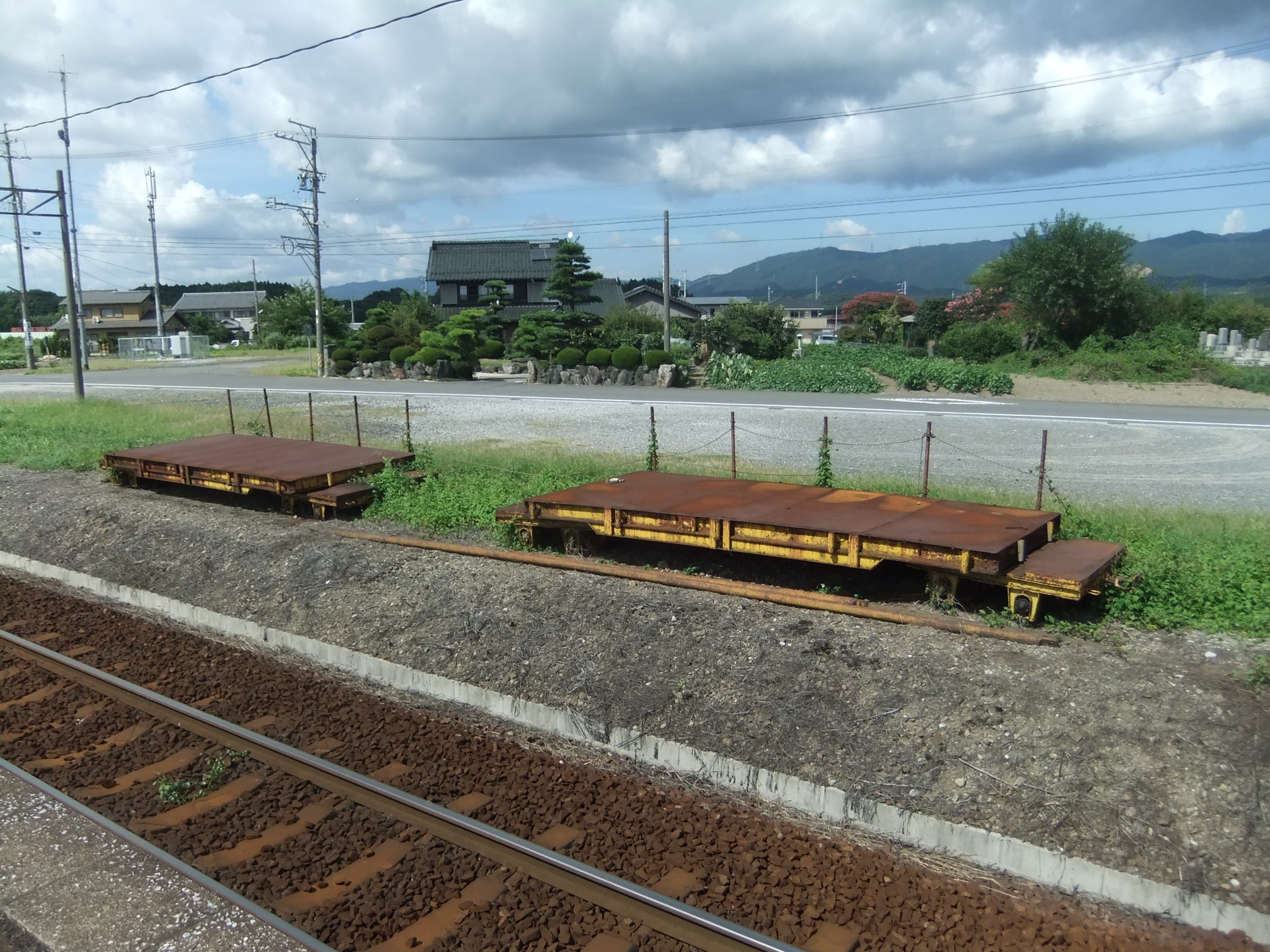
貨物鉄道博物館所蔵の九七式軽貨車（左）

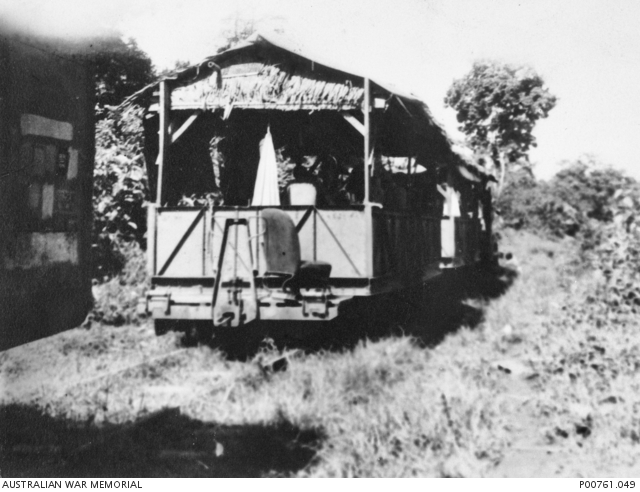
泰緬鉄道で運用されていた九七式軽貨車。無蓋車に日除けとして草葺き屋根が設けられている。（オーストラリア戦争記念館所蔵写真）

九七式軽貨車（きゅうななしきけいかしゃ）は日本陸軍鉄道連隊が使用した応急運転用貨車、九一式軽貨車の改良型。本車の制式名は九七式貨車、区分が軽貨車である。
ただし、戦後に刊行された書物では鉄道連隊に従軍した方の回顧録も含めて九七式軽貨車と記述されることが多い。

## 概要
本車は台車2、荷匡1、旋回架2より構成された軽貨車で、敷設車、長材料運搬車およびボギー台車を備えた無蓋貨車として使用できる。敷設に使用する場合は架匡を外し、台車上に旋回架を装着する。
5トン積みであった九一式軽貨車のフレーム強度を増し、積載許容荷重を8トンとした車両。無蓋貨車として使用した場合には完全武装の兵員約40名を乗せることができた。車輪の外側と内側に車軸を締め付ける留めボルトがあり、これを緩めることで1,000 mm軌間（主に東南アジアで使用）から1,524 mm（主にソ連・ロシアで使用）まで改軌できる、車軸と車輪が可変構造になった特殊な軌間可変車両であった。
また、車軸受にローラーベアリングを採用したことで走行抵抗がいちじるしく低減し、後述のように永く用いられる一因となっている。一〇〇式鉄道牽引車と組み合わせると1,067 mmでの軽運搬作業もできた。
泰緬鉄道建設時にはレール輸送などの軽列車として活躍した。

## 諸元
- 全長　7.3 m
- 全幅　2.5 m
- 全高　1.7 m
- 自重　2.196 t
- 車輪径　400 mm
- 積載許容荷重　無蓋貨車 8 t、材料車（枕木およびレールを積載） 9 t

## 開発
九一式軽貨車の開発担当であった青村常次郎少佐の鉄道連隊への転出に伴い、陸軍技術本部の深山少佐が九一式から九七式への改良設計を担当した。

## 製造
製造は国内の鉄道車両メーカーが担当した。先代の九一式軽貨車と合わせ昭和16年3月までの期間中に4,582台の調達が指示され、累計3,452台が受領された。そのうち川崎車両兵庫工場では1938年から1944年にかけて758両を納入している。

## 大井川迂回線建設工事での使用
第二次大戦末期の1944年、陸軍は東海道線大井川橋梁のバイパスとして既存鉄橋の上流約120メートルに木橋の建設を計画した。右岸は大井川鉄道新金谷駅・代官町駅間より分岐を設け、左岸は人車軌道の島田軌道を改軌して島田駅に接続する予定であった。
この工事を担当した鉄道連隊によって多数の九七式軽貨車が持ち込まれ、大井川鉄道では戦後も保線や車庫の作業に使用した。1997年時点では新金谷側線新堀川ヤードに台車が2個、新金谷車両区に台車と車体（梁）1セットが残されていた。

## 特殊な利用方法

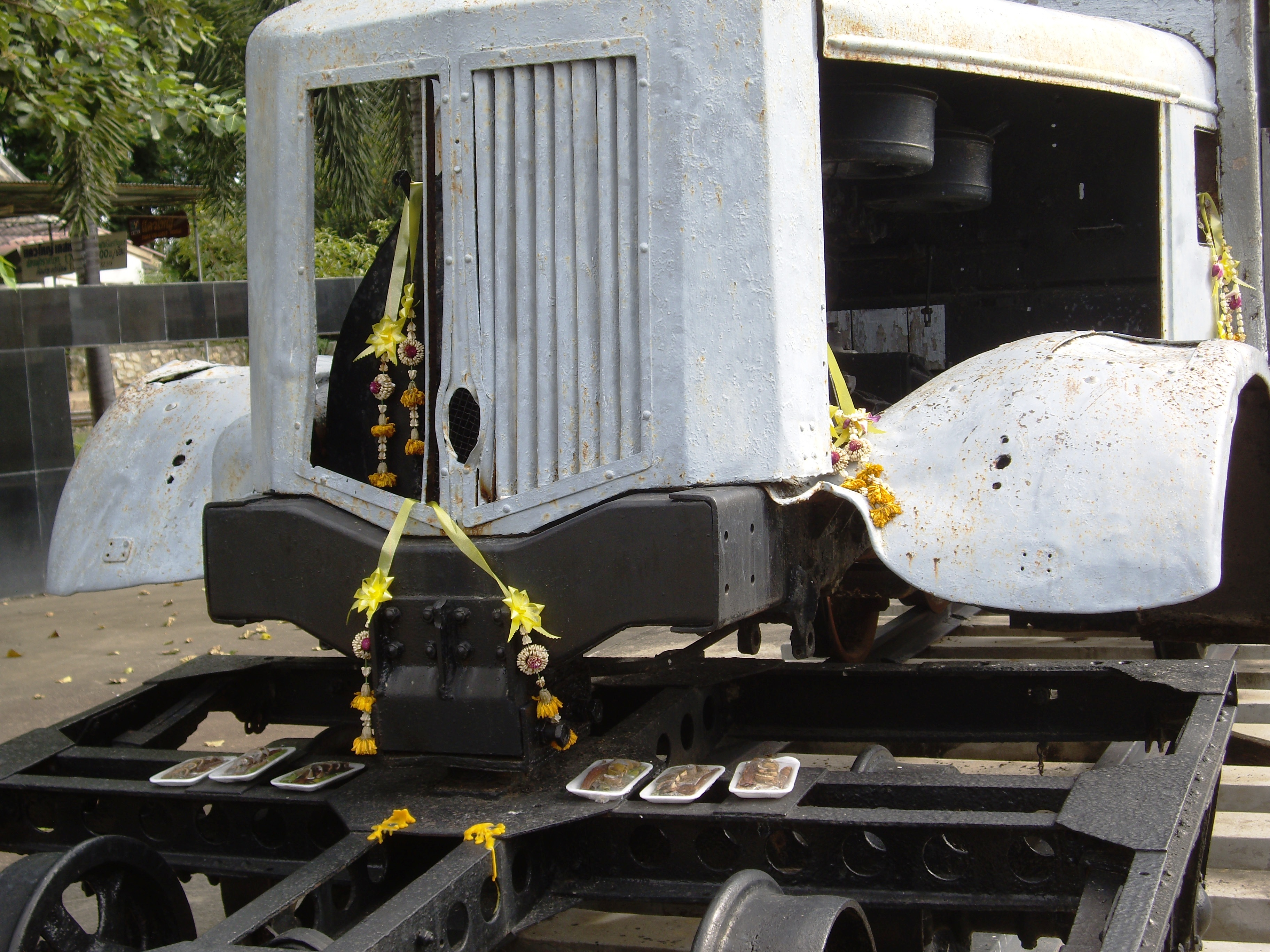
「下駄履き鉄牽引」の台枠と軽貨車の接続部分。九七式貨車の台枠に設けられた軽め穴も確認できる。

主な用途は軽列車として将兵の輸送や軌道の補修や敷設といった工事用であったが、2～4台の台車と回転軸、支持桁を組み合わせることで10トン以上の積載力を持つ大物車として橋梁の鈑桁や攻城用重砲の砲身を輸送することができた。
また、マレー作戦では大発動艇の輸送にも使用されている。車輪径が小さく車高が低いことから、一般の貨車では車両限界を超えトンネルにつかえてしまう船を運ぶことが可能であった。タイ湾に面するタイソンクラー県のシンゴラから半島を縦断してマラッカ海峡沿いのアロルスターまで船を運び敵後方へ迂回上陸を行ったもので、ジョホール・バル攻略までに3、4回行われた。
泰緬鉄道では、前輪の軸受けベアリングが破損した一〇〇式鉄道牽引車の前輪を取り外して本車の台車を取り付ける応急修理が行われ「下駄履き鉄牽」と呼ばれた。

### 軌道外走行装置
レールの破壊や遮断された箇所では車輪に軌道外走行装置を取り付け、鉄道牽引車の牽引によってロードトレインとして路上を走行することもできた。この時は積載量が軌道上よりも制限され、牽引車が2トン、貨車が1トンとされた。一〇〇式鉄道牽引車の試験においては、五両編成で箱根峠から三島までを下った際に横転事故を起こしている（この試験に使用された貨車が九一式か九七式かは明確ではない）。
この装置は第二次大戦の開戦時には誕生していなかったようで、マレー作戦に合わせてカンボジアからプノンペンを目指した鉄道第九連隊第三中隊は線路の欠損に遭遇し、空荷にした台車を鉄輪のまま路上を牽引している。この行軍にはかなり無理があったようで、レール上に戻した後の移動中に貨車1両の車軸のベアリングが割れて遺棄している。タイ・フランス領インドシナ紛争あおりをうけてモンゴルボレイ～シソポン間約10kmのレールが取り外されていた。

## 戦後の転用

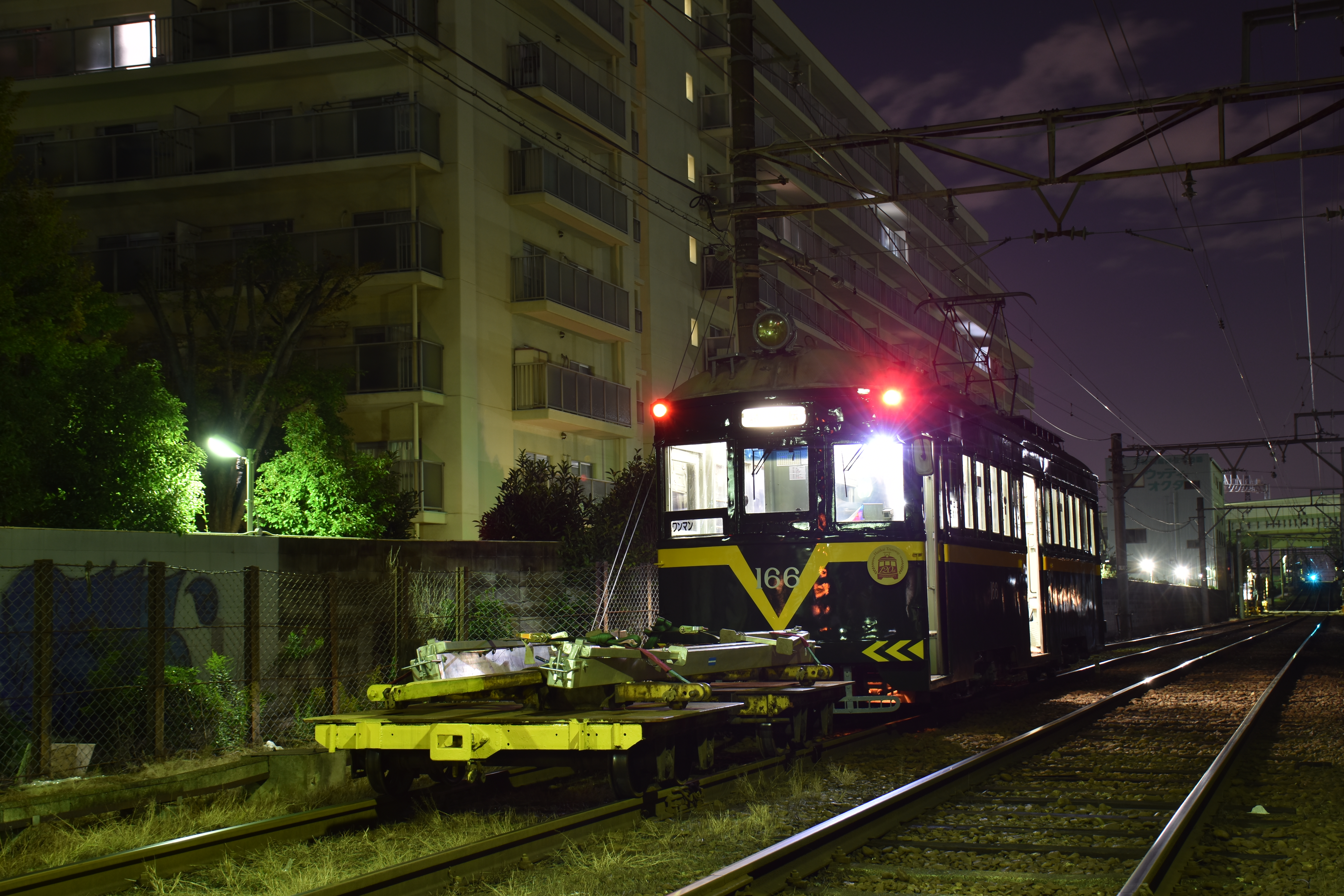
阪堺電気軌道の工事列車として用いられる九七式軽貨車。

戦後は全国の私鉄に放出されて保線車両として使用された。堅牢さや取り扱いの易しさ故に、今なお西武鉄道、京成電鉄、新京成電鉄、小湊鉄道、ひたちなか海浜鉄道、大井川鐵道、秩父鉄道、阪堺電気軌道などの車両工場や車庫などで見ることができる。
一部の車両は陸上自衛隊の第101建設隊に売却され使用されていた。